# Multiplano
O multiplano é uma aeronave que possuí várias asas, o termo é usado para se aplicar em arranjos de vários montantes em tandem. O multiplano de Horatio Frederick Phillips voou com 200 folhas de asas, enquanto o hidroavião Caproni Ca.60 de 60 montattes voou brevemente antes de cair.
Layout
| Multiplano |

## Imagens de exemplo

Multiplanos
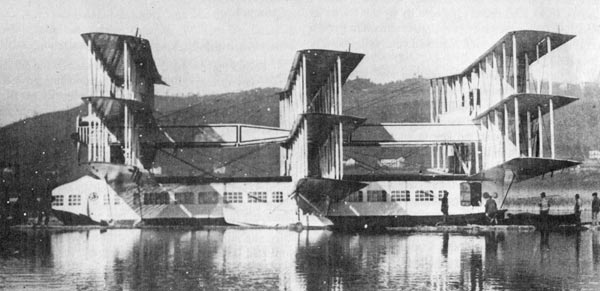
Caproni Ca.60 exemplo de multiplano de asas em tandem.
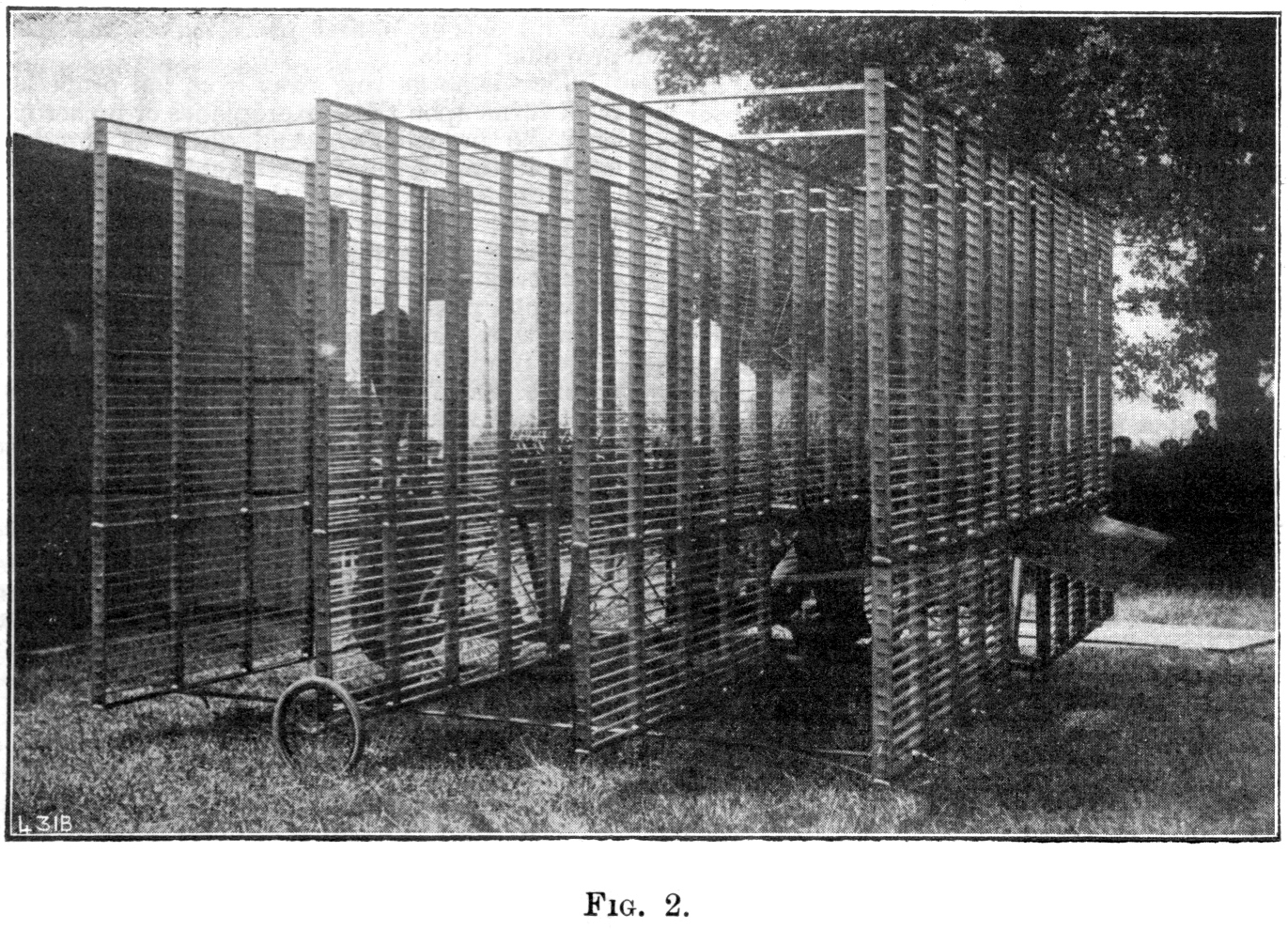
Máquina voadora 1907 de Horatio Frederick Phillips exemplo de multiplano.